# Phloridosa
Phloridosa är ett undersläkte inom släktet Drosophila som innehåller åtta arter.

## Arter inom undersläktet
- Drosophila alei
- Drosophila alfari
- Drosophila cuzcoica
- Drosophila denieri
- Drosophila lutzii
- Drosophila merzi
- Drosophila monsterae
- Drosophila tristani